# براد تافاريس
براد تافاريس (بالإنجليزية: Brad Tavares) هو فنان قتال مختلط أمريكي، ولد في 21 ديسمبر 1987 في كايلو (هاواي) في الولايات المتحدة.

## وصلات خارجية
- براد تافاريس على موقع يو إف سي (الإنجليزية)
- براد تافاريس على موقع شيردوغ (الإنجليزية)
- براد تافاريس على موقع Tapology.com (الإنجليزية)
- براد تافاريس على موقع فايت ماتريكس (الإنجليزية)
- براد تافاريس على موقع IMDb (الإنجليزية)